# Sciadonus pedicellaris
Sciadonus pedicellaris är en fiskart som beskrevs av Garman, 1899. Sciadonus pedicellaris ingår i släktet Sciadonus och familjen Aphyonidae. Inga underarter finns listade i Catalogue of Life.